# Brasil nos Jogos Paralímpicos de Inverno de 2018
O Brasil participou dos Jogos Paralímpicos de Inverno de 2018, realizados em PyeongChang, na Coreia do Sul. Foi a segunda participação brasileira nos Jogos Paralímpicos de Inverno.
O país enviou um total de três atletas, sendo que pela primeira uma mulher compôs a delegação. Aline Rocha competiu no esqui cross-country..

## Competidores
| Esporte             | Masculino | Feminino | Total |
| ------------------- | --------- | -------- | ----- |
| Esqui cross-country | 1         | 1        | 2     |
| Snowboard           | 1         | 0        | 1     |
| Total               | 2         | 1        | 3     |

### Esqui cross-country
Masculino
| Atleta          | Evento            | Qualificatória | Qualificatória | Semifinal   | Semifinal   | Final       | Final       |
| Atleta          | Evento            | Tempo          | Pos.           | Tempo       | Pos.        | Tempo       | Pos.        |
| --------------- | ----------------- | -------------- | -------------- | ----------- | ----------- | ----------- | ----------- |
| Cristian Ribera | 1,5 km velocidade | 3:17.36        | 15º            | Não avançou | Não avançou | Não avançou | Não avançou |

| Atleta          | Evento         | Tempo real | Tempo calculado | Pos. |
| --------------- | -------------- | ---------- | --------------- | ---- |
| Cristian Ribera | 7,5 km sentado | 25:12.3    | 23:41.6         | 9º   |
| Cristian Ribera | 15 km sentado  | 46:32.5    | 43:47.5         | 6º   |

Feminino
| Atleta      | Evento            | Qualificatória | Qualificatória | Semifinal   | Semifinal   | Final       | Final       |
| Atleta      | Evento            | Tempo          | Pos.           | Tempo       | Pos.        | Tempo       | Pos.        |
| ----------- | ----------------- | -------------- | -------------- | ----------- | ----------- | ----------- | ----------- |
| Aline Rocha | 1,5 km velocidade | 4:23.13        | 22º            | Não avançou | Não avançou | Não avançou | Não avançou |

| Atleta      | Evento        | Tempo real | Tempo calculado | Pos. |
| ----------- | ------------- | ---------- | --------------- | ---- |
| Aline Rocha | 5 km sentado  | 20:37.7    | 19:23.4         | 12º  |
| Aline Rocha | 12 km sentado | 49:19.9    | 46:22.3         | 15º  |

Misto
| Atletas                     | Evento         | Tempo   | Pos. |
| --------------------------- | -------------- | ------- | ---- |
| Cristian Ribera Aline Rocha | 4x2,5 km misto | 32:16.7 | 12º  |

### Snowboard
Masculino
| Atleta       | Evento          | Qualificatória | Qualificatória | Oitavas              | Quartas              | Semifinal            | Final                | Final |
| Atleta       | Evento          | Tempo          | Pos.           | Adversário resultado | Adversário resultado | Adversário resultado | Adversário resultado | Pos.  |
| ------------ | --------------- | -------------- | -------------- | -------------------- | -------------------- | -------------------- | -------------------- | ----- |
| André Cintra | Snowboard cross | 1:18.72        | 10º            | JPN D. Oguri D       | Não avançou          | Não avançou          | Não avançou          | 10º   |

| Atleta       | Evento        | Descida 1 | Descida 2 | Descida 3 | Melhor  | Pos. |
| ------------ | ------------- | --------- | --------- | --------- | ------- | ---- |
| André Cintra | Banked slalom | 1:35.18   | 1:07.88   | 1:08.53   | 1:07.88 | 10º  |